# Языки Украины
Языки Украины — языки, используемые населением Украины. Наиболее распространёнными являются украинский и русский языки.
По данным переписи 2001 года, украинский язык является родным для 67,5 % населения. Согласно исследованию «Research & Branding Group», по состоянию на 2011 год основным языком общения в семье/дома являлся украинский язык. На русском языке в семье/дома общались 37 % жителей страны, в равной степени на русском и украинском — 15 %.
В некоторых регионах Украины проживают компактные малые группы носителей венгерского, молдавского, румынского, польского, идиша, болгарского, гагаузского и других языков. Широко используются местные диалекты и смешанные языки — в частности, суржик.

## Законодательное регулирование языкового вопроса
Законодательство Украины о языках состоит из Конституции Украины, Декларации прав национальностей, Закона Украины «О ратификации Европейской хартии региональных языков или языков меньшинств», «О национальных меньшинствах», Закона Украины «О ратификации Рамочной конвенции Совета Европы о защите национальных меньшинств», и других законов Украины, а также международных договоров, которые регулируют использование языков, согласие на обязательность которых предоставлено Верховной Радой Украины.
В соответствии с Конституцией Украины, единственным государственным языком Украины является украинский язык:

Конституция Украины. Статья 10

Государственным языком на Украине является украинский язык.

Государство обеспечивает всестороннее развитие и функционирование украинского языка во всех сферах общественной жизни на всей территории Украины.

На Украине гарантируется свободное развитие, использование и защита русского, других языков национальных меньшинств Украины.

Государство содействует изучению языков международного общения.

Использование языков на Украине гарантируется Конституцией Украины и определяется законом.
Оригинальный текст (укр.)Конституція Україні. Стаття 10

Державною мовою в Україні є українська мова.

Держава забезпечує всебічний розвиток і функціонування української мови в усіх сферах суспільного життя на всій території України.

В Україні гарантується вільний розвиток, використання і захист російської, інших мов національних меншин України.

Держава сприяє вивченню мов міжнародного спілкування.

Застосування мов в Україні гарантується Конституцією України та визначається законом.

Принятие в 2012 году закона «Об основах государственной языковой политики» привело к приданию русскому языку статуса регионального языка в городе Севастополь, Донецкой, Луганской, Одесской, Запорожской, Харьковской, Николаевской, Херсонской и Днепропетровской областях Украины, что вызвало значительный резонанс, острые дискуссии в обществе и спровоцировало протестные акции — «Займитесь делом, а не языком!», «Языковой майдан» и «Месть за раскол страны». Также существовали опасения, что закон может привести Украину к «белорусской языковой ситуации».
28 февраля 2018 года принятый в 2012 году закон «Об основах государственной языковой политики» был признан неконституционным и утратил силу.
Принятый в апреле 2019 года закон «Об обеспечении функционирования украинского языка как государственного» закрепил обязательность и превалирование украинского языка в череде сфер общественной жизни, в частности — в сфере услуг.

## Динамика языковой ситуации

### Данные переписей разных лет
|                                                            |  | |  |                                            |  |                                                        |  |
| Украинский язык в Российской империи по переписи 1897 года |  | Языки Российской империи по переписи 1897 года (уезды и города с преобладанием украиноязычного населения жёлтым) |  | Языки Украинской ССР по переписи 1926 года |  | Украинский язык в Украинской ССР по переписи 1926 года |  |

Перепись 1897 года охватила большую часть территории Украины, которая тогда находилась в составе Российской империи, и была первой, которая включала вопрос о родном языке. Она выявила преобладание украинского языка на бо́льшей части территории «подроссийской» Украины, а также в ряде административных единиц на Кубани и Восточной Слобожанщине, территории которых сегодня являются частью России, в Брестском и Кобринском уездах, территории которых сегодня являются частью Беларуси, в Бельском уезде Гродненской губернии, Бельском и Влодавском уездах Седлецкой губернии, Грубешовском и Томашевском уездах Люблинской губернии, территории которых сегодня входят в состав Польши. В то же время преимущественно украиноязычными не являлись Одесский уезд (среди сельского населения которого, однако, украиноязычные были относительным большинством, составляя 46,65 %), Крым и Буджак (в трёх городах которого — Измаиле, Килии и Белгород-Днестровском — а также в Аккерманском уезде, занимавшем бо́льшую часть Буджака — украиноязычные всё же являлись самой многочисленной языковой группой). Наиболее украиноязычной в Российской империи являлась Полтавская губерния, 93 % населения которой указали украинский язык родным.

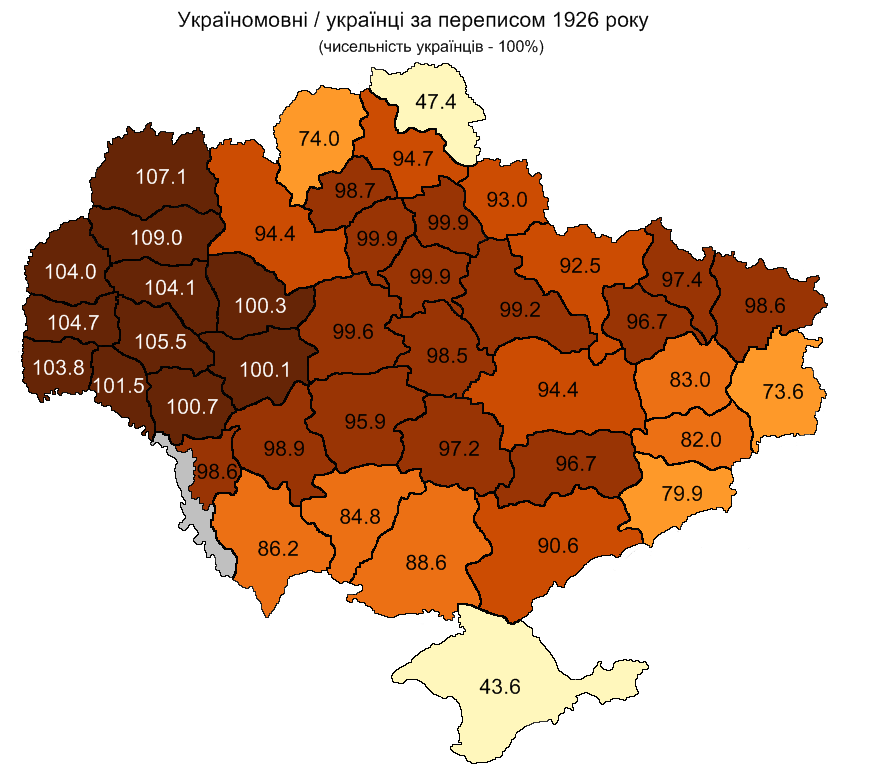
Отношение доли украиноязычных к доле этнических украинцев в округах Украинской ССР и Крыму по данным переписи 1926 года.

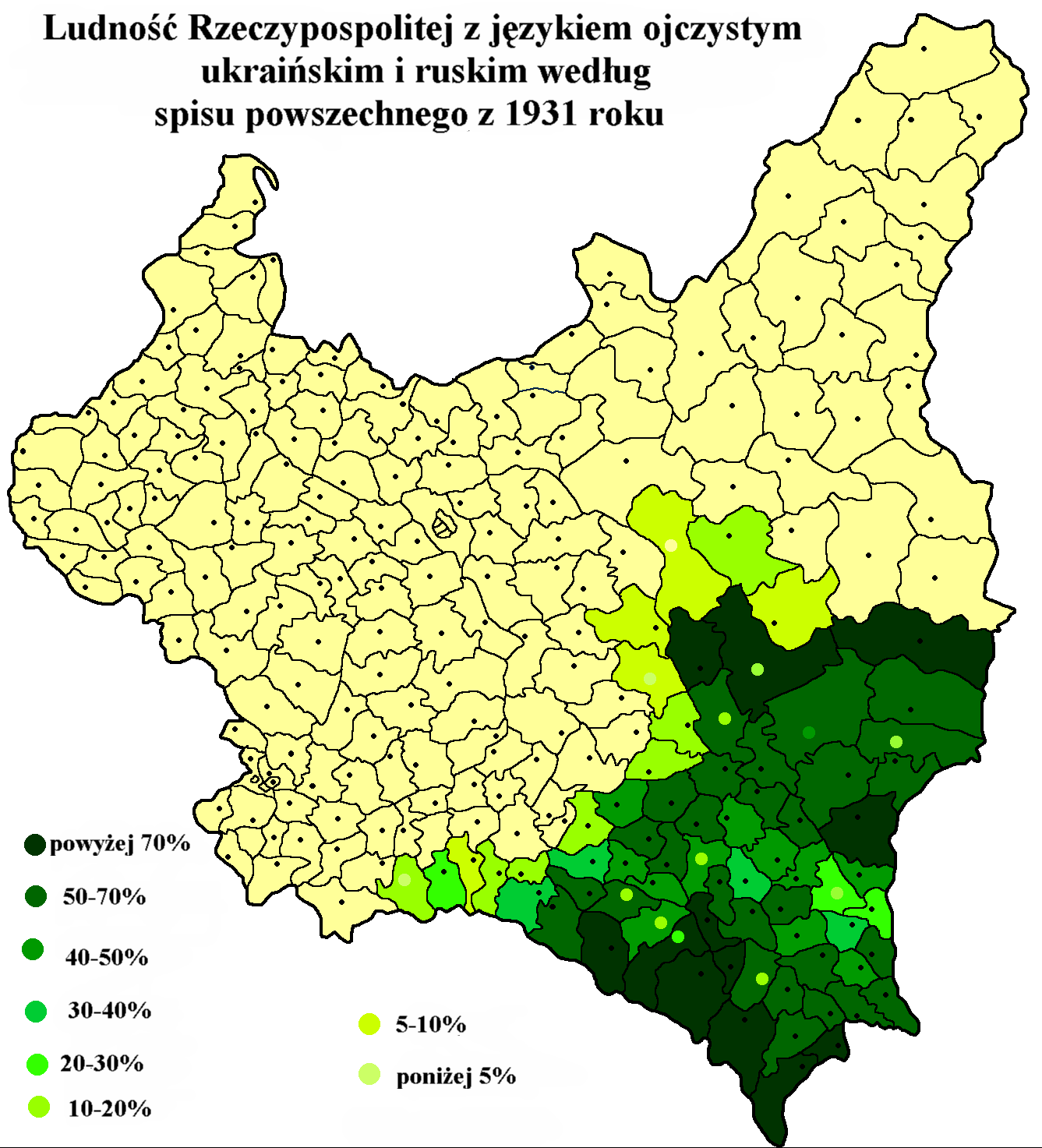
Украинский язык в Польской Республике по переписи 1931 года

По данным следующей переписи населения, проведённой в 1926 году, украинский язык родным назвали 76,4 % населения Украинской ССР в её тогдашних границах, в том числе 85,6 % сельского и 36,0 % городского населения. Русский язык родным назвали 15,3 % (8,6 % сельского и 44,6 % городского населения). Перепись показала, что украинский язык уже не преобладал в некоторых частях Донбасса, несмотря на то, что этнические украинцы всё ещё составляли там большинство. Также перепись зафиксировала незафиксированное предыдущей переписью преобладание русского языка в некоторых районах на северо-востоке Украины, территории которых ныне являются частью Черниговской и Сумской областей Украины. Между тем этнические украинцы составляли большинство населения во всех упомянутых районах, кроме Путивльского. В 2001 году во всех районах и горсоветах Черниговской области преобладал украинский язык, в то же время русскоязычное большинство все ещё присутствовало в двух районах Сумской области — в Середино-Будском, где большинство населения во время переписи указало украинскую национальность, и в Путивльском, где большинство — 51,6 % — указали себя русскими.
| - Доля учащихся в школах с украинским языком обучения в 1991/92 учебном году. - Отношение доли учащихся в школах с украинским языком обучения в 1991/92 учебном году к доле населения, назвавшего родным украинский язык во время переписи 1989 года. |

Переписи 1959, 1970, 1979 и 1989 годов фиксировали вызванное проводимой в то время русификацией постоянное сокращение доли лиц, называющих родным украинский язык, и, параллельно, постоянный рост доли лиц, называющих таковым русский. Доля указавших украинский язык родным в населении между 1959 и 1989 гг. сократилась с 73,0 % до 64,7 %. Особенно заметным было сокращение доли считающих украинский язык родным на юге и востоке Украинской ССР: в Луганской области — на 15,6 % (с 50,5 % до 34,9 %), в Донецкой области — на 13,8 % (с 44,4 % до 30,6 %), в Запорожской области — на 11,7 % (с 61,0 % до 49,3 %), в Харьковской области — на 10,7 % (с 61,2 % до 50,5 %), в Днепропетровской области — на 10,6 % (с 72,1 % до 61,5 %), в Николаевской области — на 9,2 % (с 73,4 % до 64,2 %), в Херсонской области — на 8,0 % (с 75,7 % до 67,7 %).

### Современность
|                                                                         |  |                                                             |  | |  |                                                                                                   |  |
| Украинский язык в Украине по районам и горсоветам по переписи 2001 года |  | Языки Украины по районам и горсоветам по переписи 2001 года |  | Самый распространённый родной язык в городских, поселковых и сельских советах Украины по данным переписи 2001 года |  | Родной язык населения административных единиц первого уровня Украины по данным переписи 2001 года |  |

Ко времени распада Советского Союза украинцы всеобще владели украинским и русским языками; их использовало преимущественно равное количество граждан страны. Украинское общество того времени в языковом отношении состояло из монолингвов, среди которых были представлены русофоны и украинофоны, билингвы и носители суржика. Выделялись два преимущественно украиноговорящих региона: запад и центр страны, в которых проживает 24 млн человек, и два преимущественно русскоязычных региона — юг и восток — 27,6 млн человек.
С 2014 года захваченный Россией Крым и оккупированные части Донецкой и Луганской областей подвергаются русификации.
Вторжение России в Украину в 2022 году вызвало значительные изменения в восприятии украинским обществом языкового вопроса: значительная часть в прошлом русскоязычного населения перешла на украинский язык, а популярность идеи о предоставлении русскому языку официального статуса во всей стране или в отдельных её областях достигла самых низких показателей со времени обретения Украиной независимости.
В то же время насильственной русификации подвергаются оккупированные Россией территории Украины — в школах преподают только на русском языке даже в полностью украиноязычных населённых пунктах. Украинские учебники оказались под запретом, а желающие учиться на украинском вынуждены делать это втайне от оккупационных властей. На захваченных территориях уничтожается украиноязычная литература. Русификации также подвергаются депортированные в Россию украинские дети.

#### Официальная статистика

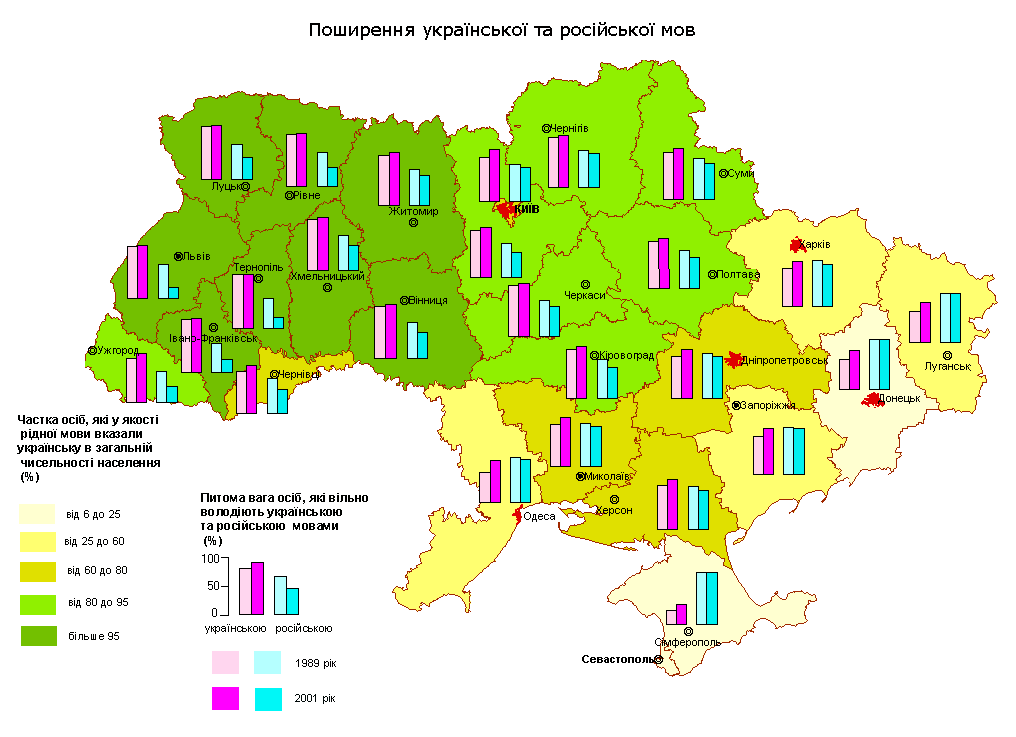
Карта свободного владения языками по данным переписи населения 2001 года. Свободное владение украинским (красный столбец) и русским (голубой столбец) языками

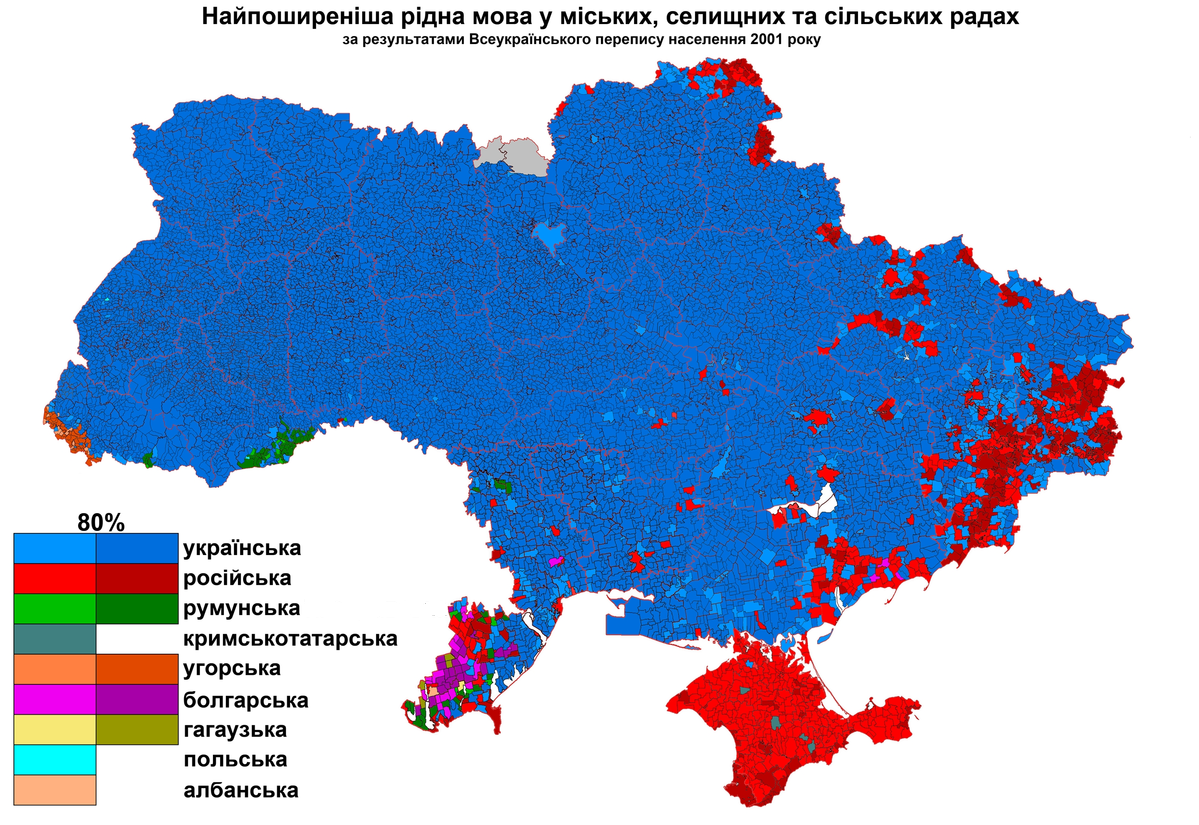
Самый распространённый родной язык по городским, поселковым и сельским советам по данным переписи 2001 года.

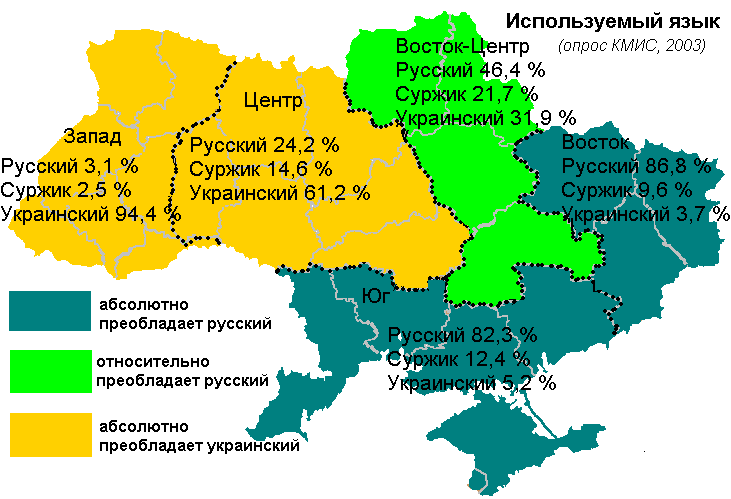
Языки, используемые на Украине, опрос Киевского международного института социологии, 2003 год

По данным официальной государственной переписи 2001 года, украинский язык является родным для 67,5 % населения; языками меньшинств официально признаны белорусский, болгарский, венгерский, гагаузский, греческий, идиш, крымскотатарский, молдавский, немецкий, польский, русский, румынский и словацкий.
По данным переписи 2001 года, в областях Украины языковая ситуация (родной язык) выглядит так:
- АР Крым — украинский язык — 10,1 %, русский язык — 77,0 %, крымскотатарский язык — 11,4 %
- Винницкая область — украинский язык — 94,8 %, русский язык — 4,7 %
- Волынская область — украинский язык — 97,3 %, русский язык — 2,5 %
- Днепропетровская область — украинский язык — 67,0 %, русский язык — 32,0 %
- Донецкая область — украинский язык — 24,1 %, русский язык — 74,9 %
- Житомирская область — украинский язык — 93,0 %, русский язык — 6,6 %
- Закарпатская область — украинский язык — 81,0 %, русский язык — 2,9 %, венгерский язык — 12,7 %, румынский язык — 2,6 %
- Запорожская область — украинский язык — 50,2 %, русский язык — 48,2 %[53]
- Ивано-Франковская область — украинский язык — 97,8 %, русский язык — 1,8 %
- Киевская область — украинский язык — 92,3 %, русский язык — 7,2 %
- Кировоградская область — украинский язык — 88,9 %, русский язык — 10,0 %
- Луганская область — украинский язык — 30,0 %, русский язык — 68,8 %
- Львовская область — украинский язык — 95,3 %, русский язык — 3,8 %
- Николаевская область — украинский язык — 69,2 %, русский язык — 29,3 %[54]
- Одесская область — украинский язык — 46,3 %, русский язык — 41,9 % , болгарский язык — 4,8 %, молдавский язык — 3,7 %[55]
- Полтавская область — украинский язык — 90,0 %, русский язык — 9,5 %
- Ровненская область — украинский язык — 97,0 %, русский язык — 2,7 %
- Сумская область — украинский язык — 84,0 %, русский язык — 15,6 %
- Тернопольская область — украинский язык — 98,3 %, русский язык — 1,2 %
- Харьковская область — украинский язык — 53,8 %, русский язык — 44,3 %[56]
- Херсонская область — украинский язык — 73,2 %, русский язык — 24,9 %
- Хмельницкая область — украинский язык — 95,2 %, русский язык — 4,1 %
- Черкасская область — украинский язык — 92,5 %, русский язык — 6,7 %
- Черниговская область — украинский язык — 89,0 %, русский язык — 10,3 %
- Черновицкая область — украинский язык — 75,6 %, русский язык — 5,3 %, румынский язык — 11,5 %, молдавский язык — 6,7 %
- Киев — украинский язык — 72,1 %, русский язык — 25,1 %
- Севастополь — украинский язык — 6,8 %, русский язык — 90,6 %

Украинский язык преобладал практически во всех сельских, поселковых и городских советах Тернопольской, Ивано-Франковской, Волынской, Ровненской, Хмельницкой, Винницкой, Житомирской, Черкасской, Киевской и Полтавской областей. Во Львовской области преимущественно украиноязычным не являлся лишь один сельсовет.

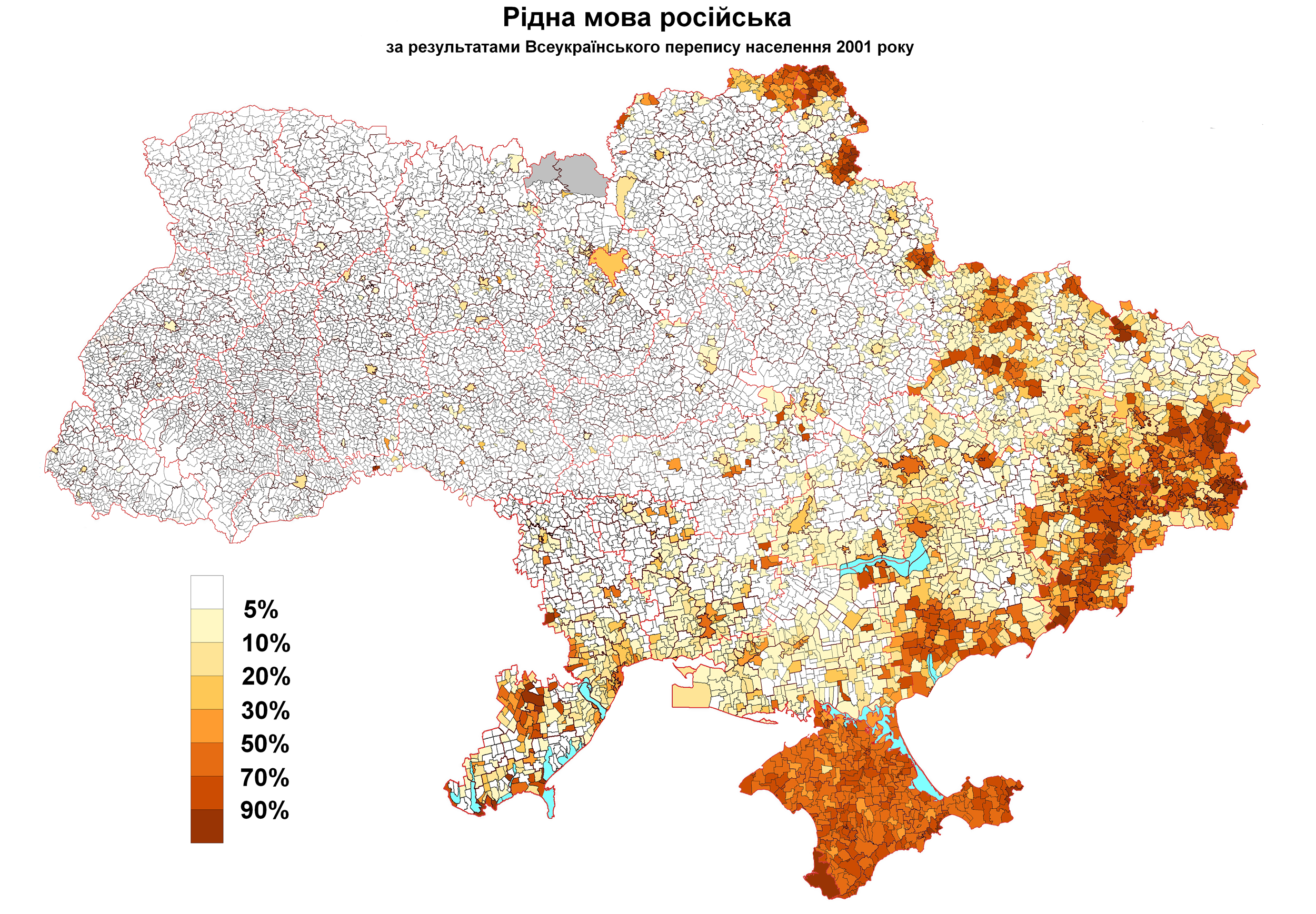
Доля жителей городских, посёлковых и сельских советов, назвавших русский родным языком по переписи 2001 года

Русский язык назвали родным 29,6 % жителей Украины (в 1959 — 24,3 %). Согласно переписи, сплошные ареалы русского языка в сельской местности существовали в Крыму, Донецкой, Луганской, Харьковской и Сумской (в нескольких разных по размеру приграничных с Россией зонах) областях, а также на юге Одесской и Запорожской областей. Островные русские говоры имелись в нескольких сельсоветах Херсонской, Николаевской и Кировоградской областей, а также в одном сельсовете Черновицкой области. Русский язык также преобладал в пятнадцати посёлковых и сельских советах на крайнем севере Черниговской области.

#### Опросы
По данным опроса Киевского центра политических исследований и конфликтологии, проведённого в 2005 году, в первую очередь использовали для общения русский язык абсолютное большинство населения южных и восточных регионов:
- Крым — 97 % всего населения
- Днепропетровская область — 72 %
- Донецкая область — 93 %
- Запорожская область — 81 %
- Луганская область — 89 %
- Николаевская область — 66 %
- Одесская область — 85 %
- Харьковская область — 74 %[58]

По данным российского фонда «Общественное мнение» на 2002 год, в областных центрах Украины 75 % населения предпочитало общаться на русском языке (и только 9 % — на украинском).
По данным опроса, проведённого компанией «Research & Branding Group» в 2011 году, 92 % украинцев свободно владели русским языком (86 % русскоязычных украинцев владели украинским языком). Больше 90 % граждан Украины изучали украинский язык в школе, изучение в школе государственного языка обязательно с 1991 года. Практически для половины (47 %) жителей Украины, основным языком общения в семье/дома являлся украинский язык. На русском языке в семье/дома общались 37 % жителей страны. В равной степени на русском и украинском общались 15 % украинцев.
В 2012 году эти цифры составили, соответственно, 44, 35 и 20 %.
По данным исследования Киевского международного института социологии, проведённого 8—16 апреля 2014 года во всех юго-восточных регионах Украины, кроме АР Крым и города Севастополя, с утверждением о том, что «Россия справедливо защищает интересы русскоязычных граждан на юго-востоке» не согласилось абсолютное большинство респондентов из Николаевской (71,5 %), Днепропетровской (65,6 %), Херсонской (61,1 %), Запорожской (53,3 %), Харьковской (53,0 %) и Одесской (52,3 %) областей, а также меньшинство в Донецкой (33,4 %) и Луганской (31,8 %) областях. Согласились с утверждением относительное большинство респондентов из Донецкой (47,0 %) и Луганской (44,2 %) областей, а также меньшинство в Харьковской (36,6 %), Одесской (30,6 %), Херсонской (23,5 %), Днепропетровской (21,0 %), Запорожской (19,5 %) и Николаевской (14,6 %) областях. В то же время абсолютное большинство опрошенных из всех регионов не согласились как с утверждением о том, что в Украине ущемляются права русскоязычного населения, так и с утверждением о том, что в их регионах ущемляются права украиноязычного населения.
По данным опроса, проведённого Социологической группой «Рейтинг» с 16 ноября по 10 декабря 2018 года в рамках проекта «Портрети Регіонів», 63 % респондентов поддерживали статус украинского языка как единственного государственного на всей территории Украины (в 2016 — 58 %). 15 % считали, что единственным государственным языком должен быть украинский, а русский — вторым официальным в некоторых регионах страны (в 2016 — 22 %), в то время как 17 % придерживались мнения, что русский язык должен стать вторым государственным языком (в 2016 — 15 %). 4 % затруднились с ответом. Желание сохранить «языковой статус-кво» — украинский язык единственным государственным без какой-либо «официализации» русского — разделяло абсолютное большинство респондентов в Тернопольской (95 %), Ивано-Франковской (94 %), Львовской (90 %), Ровненской (87 %), Волынской (85 %), Хмельницкой (85 %), Черкасской (85 %), Закарпатской (82 %), Полтавской (80 %), Черниговской (80 %), Винницкой (75 %), Житомирской (74 %), Черновицкой (71 %), Кировоградской (70 %), Киевской (68 %), Херсонской (65 %), Сумской (60 %), Николаевской (60 %), Днепропетровской (52 %) областях и городе Киеве (65 %), относительное большинство (43 %) респондентов в Запорожской области. В то же время поддержка предоставления русскому языку статуса второго государственного относительно преобладала в Одесской (41 %) и Харьковской (37 %) областях, а также в свободных на тот момент от российской оккупации частях Луганской (39 %) и Донецкой (37 %) областей.
По данным опроса Киевского международного института социологии, проведённого в мае—июне 2020 года, 66,5 % респондентов (78,4 % на Западе, 71,0 % в Центре, 53,2 % на Юге и 55,5 % на Востоке) были полностью или скорее согласны с мнением, что государство должно способствовать дальнейшей имплементации закона «Об обеспечении функционирования украинского языка как государственного» во всех сферах общественной жизни, полностью или скорее не согласны 19,8 % респондентов (12,2 % на Западе, 16,3 % в Центре, 28,6 % на Юге и 27,9 % на Востоке), затруднились с ответом — 12,8 % (9,0 % на Западе, 11,7 % в Центре, 16,8 % на Юге и 16,2 % на Востоке). Единственной группой населения, среди которой преобладало несогласие с дальнейшей имплементацией языкового закона, являлись этнические русские (39,6 % согласных против 47,9 % несогласных).
По данным опроса, проведённого социологической группой «Рейтинг» 16-20 августа 2023 года, почти 60 % опрошенных обычно общаются дома только на украинском, около 30 % — на украинском и русском, только 9 % — на русском. Начиная с марта 2022 года заметно уменьшается использование русского языка в быту. Для 82 % опрошенных украинский язык является родным, для 16 % таковым является русский. ВПЛ и беженцы, которые находятся за рубежом, чаще используют оба языка для общения или говорят на русском. Тем не менее более 70 % ВПЛ и беженцев считают родным украинский.

#### Альтернативные исследования и статистические данные

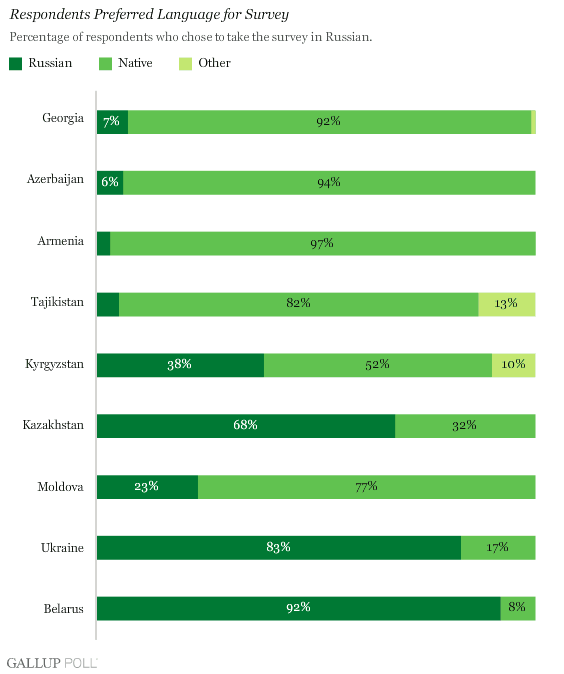
Результаты опроса Gallup подчеркивают распространенность использования русского языка как национального языка в трех странах ; Когда респондентов спросили, на каком языке они предпочитают проводить интервью Гэллапа, только респонденты с Украины, из Казахстана и Беларуси в подавляющем большинстве выбирают русский язык.

Согласно данным исследований Киевского Национального Лингвистического Университета, в настоящее время не отображаемым на его сайте, но сохранившимся, в частности, на «accessed.on.Academia.edu», по состоянию на 2009 год, наблюдалась несколько иная картина употребления украинского и русского языков при бытовом общении гражданами Украины.
Также ранее, в 2008 году, согласно исследованиям института Гэллапа, выяснилось, что 83 % граждан Украины выбрали для заполнения (и заполнили) опросник на русском языке. Методология заключалась в том, что опрос был не связан с темой языка, но сами опросники были в трёх вариантах: на русском, украинском и английском языках. Тем самым, был достигнут результат несвязанный с национальной, либо идеологической, идентификацией опрашиваемых, результаты приведены в таблице справа.
Для сравнения, этот же метод показал, что в Армении менее 3 % используют русский язык, в Грузии — около 7 %.
По данным исследования Центра контент-анализа, проведённого в период с 15 августа по 15 сентября 2024 года, темой которого стало соотношение украинского и русского языков в украинском сегменте Интернета, после начала полномасштабного вторжения России в Украину использование украинского языка значительно возросло и он заметно доминирует над русским почти во всех самых популярных в Украине социальных сетях. Однако если принять во внимание запрещённые в Украине российские социальные сети, а также временно оккупированные Россией её территории (в том числе и те, что оккупированы с 2014 года), то позиции русского языка в Интернете до сих пор остаются достаточно прочными — так, на нём пишется 44 % сообщений, тогда как на украинском — 56 %. В украинском сегменте Инстаграма на украинском языке писалось 87 % сообщений; Твиттер (X) и Фейсбук по этому показателю достигли 83 % и 79 %, соответственно. Украинский практически сравнялся с русским по использованию в украинском сегменте Ютуба (50 %), при этом немного уступая русскому в ТикТоке (46 %). В то же время, на русском писалось более 90 % сообщений в российских соцсетях: во ВКонтакте (96 %) и в Одноклассниках (99 %). Украинский язык абсолютно преобладает среди пользователей соцсетей в большинстве регионов Украины: в Ивано-Франковской (где на нём писались 96,2 % от всех сообщений), Тернопольской (94,6 %), Львовской (93,9 %), Ровненской (93,0 %), Волынской (89,5 %), Хмельницкой (88,8 %), Киевской (87,2 %), Закарпатской (86,8 %), Черновицкой (86,1 %), Черкасской (84,3 %), Житомирской (84,0 %), Винницкой (82,6 %), Кировоградской (80,4 %), Черниговской (76,2 %), Полтавской (76,0 %), Сумской (75,0 %), Днепропетровской (65,0 %), Николаевской (63,8 %), Харьковской (60,3 %), Херсонской (55,7 %) и Запорожской (53,0 %) областях и городе Киев (68,0 %). Русский по использованию в соцсетях превосходил украинский в Автономной Республике Крым (98,8 %), городе Севастополь (97,2 %), Луганской (96,3 %), Донецкой (91,5 %) и Одесской (56,6 %) областях.

#### Поддержка развития языков из бюджета Украины
В 2007 году после того, как была ратифицирована Европейская хартия региональных языков, из бюджета Украины было выделено на поддержку языков меньшинств 2 740 000 гривен: 745 тыс. на румынский, 527 тыс. на крымскотатарский, 394 тыс. на идиш, 387 тыс. на болгарский, 124 тыс. на венгерский, 118 тыс. на греческий, 60 тыс. на русский, 25 тыс. на немецкий и 20 тыс. на молдавский.

## Комментарии
1. ↑  В контексте Европейской хартии региональных языков[1]